# アントワーヌ (ブラバント公)
アントワーヌ・ド・ブルゴーニュ（Antoine de Bourgogne, 1384年8月 - 1415年10月25日）は、ブラバント公（在位：1406年 - 1415年）。ブルゴーニュ公フィリップ2世（豪胆公）とフランドル女伯マルグリット3世の息子で、ヴァロワ＝ブルゴーニュ家で最初にブラバント公となった人物。

## 生涯
ブルゴーニュ公爵夫妻の第7子、四男として生まれた。長兄ジャン・サン・プールはブルゴーニュ公、弟フィリップはヌヴェール伯およびルテル伯である。長姉マルグリットは下バイエルン＝シュトラウビング公・エノー伯・ホラント伯・ゼーラント伯ヴィルヘルム2世の妻、次姉カトリーヌはオーストリア公レオポルト4世の妻、妹マリーはサヴォイア伯アメデオ8世（対立教皇フェリクス5世）の妻となった。
母方の祖母マルグリットの姉、ブラバント女公ジャンヌの死後、協定によりブラバント公を相続した。
1402年にリニー伯兼サン＝ポル伯ワレラン3世の娘ジャンヌ・ド・サン＝ポル（? - 1406年）と結婚し、2男をもうけた。アントワーヌの死後はこの2人が相次いでブラバント公を継承した。
- ジャン4世（1403年 - 1427年）
- フィリップ・ド・サン＝ポル（1404年 - 1430年）

1409年にルクセンブルク女公エリーザベト・フォン・ゲルリッツと再婚し、2子をもうけたが、いずれも夭逝した。
1415年に弟フィリップと共にアジャンクールの戦いで戦死した。